# Flamengo
 Ikke at forveksle med flamingo og flamenco.
Flamengo er en bydel i Rio de Janeiro. Bydelen er særligt kendt for sit fodboldhold Clube de Regatas do Flamengo.
22°56′01″S 43°10′28″V / 22.9336°S 43.1744°V